# Kanzel (Germignac)

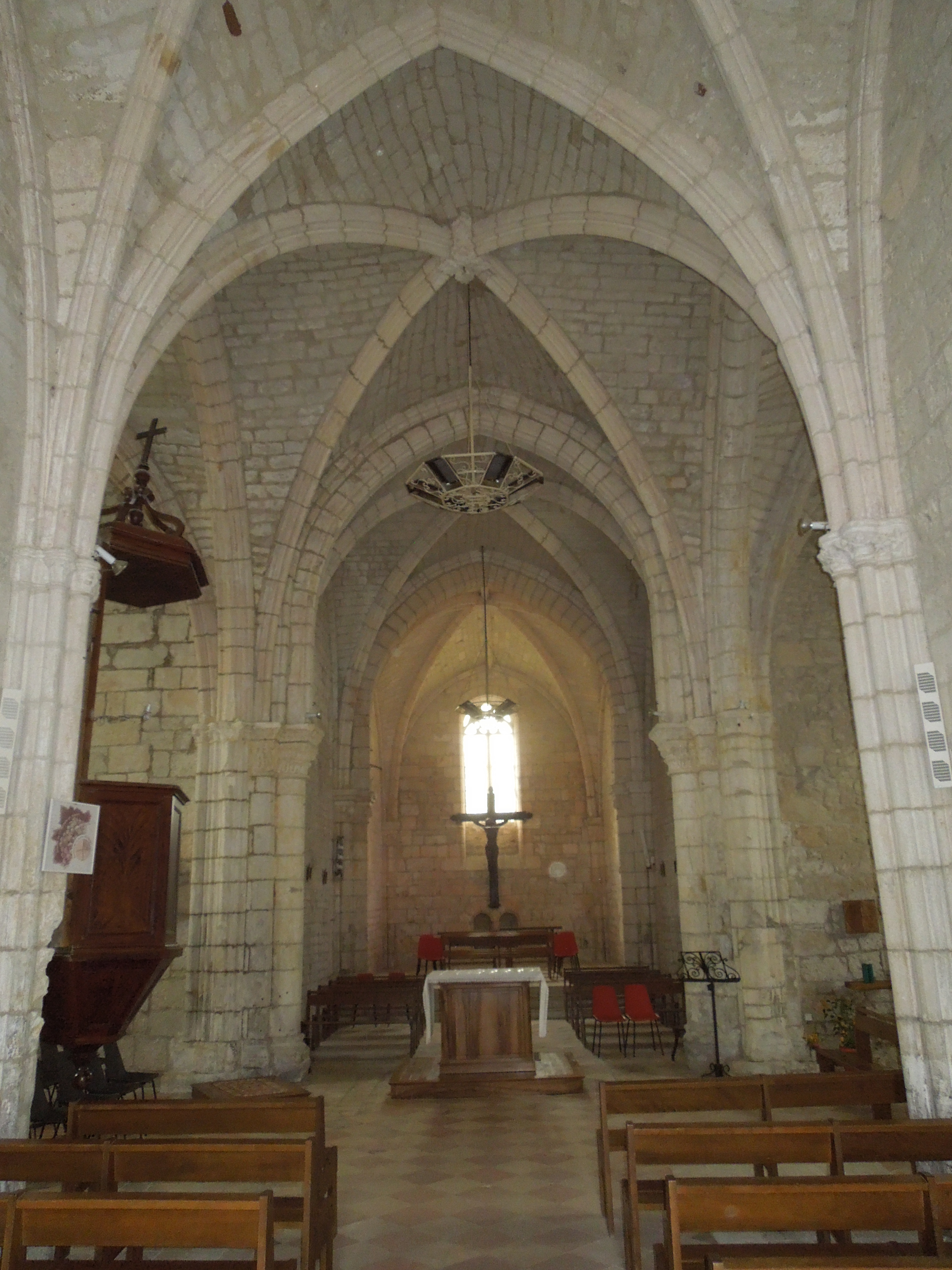
Kanzel in Germignac (links)

Die Kanzel in der Kirche St-Pierre in Germignac, einer französischen Gemeinde im Département Charente-Maritime der Region Nouvelle-Aquitaine, wurde Ende des 19. Jahrhunderts geschaffen. Die Kanzel aus Holz wurde 2009 als Monument historique in die Liste der geschützten Objekte (Base Palissy) in Frankreich aufgenommen.
Die Kanzel besitzt nahezu keinerlei schmückende Elemente. Lediglich der Kanzelkorb weist Schnitzelemente auf. Der Schalldeckel wird von einem Kreuz bekrönt.